# 冯延鲁
馮延魯（？—？），又名冯谧，字叔文，是中国五代十国时期南唐官員。

## 早年
馮延魯祖先來自彭城，唐末南渡，家住新安，虽然馮延巳是馮延魯的同父异母的哥哥，但他们之间關係一般。
馮延魯年轻时以其文学才华而闻名。南唐开国皇帝李昪统治期间，他和馮延巳均在李昪长子李瑶的元帥府任職。他們在元帥府任職時要求廢除禁止人民販賣儿女的禁令，但李昪同意官员蕭儼的建议，反對窮人賣子為奴。同時常梦锡经常在李昪面前指責馮延巳、陈覺和魏岑。李昪曾考虑将其調離李瑶身邊，但直到943年仍未行動。不久李昪重病而死。馮延巳和馮延魯负责代替李昪起草遺詔，并在其中插入了有關允许販賣儿女為奴的詔令。蕭儼向李瑶上書，指出李昪曾反對販兒女為奴。李瑶了解到實際情况确实如蕭儼所說，但决定不从遺詔中删除该詔令。

## 李璟時期

### 福州包圍戰
李瑶正式登基后改名李璟，将大部分權力交给了陈覺。馮延巳、馮延魯、魏岑和查文徽都与陈有密切联系，并在决策方面具有影响力，被時人称为“五鬼”。馮延魯也從礼部员外郎升爲中書舍人、勤政殿學士。当杜昌業听到此消息时，他感叹：“国家設立官位和荣誉来鼓励其臣民。但如果一个人能够仅靠受到皇帝的青睐而达到高位，那么又该如何這些奖励有才華的人呢？”不過由于李璟欣賞馮延魯的才华横溢，所以他并不认为馮延魯的升迁很快。馮延魯经常提議对外进攻。馮延巳质问他：“如果您勤奋认真，您的工作一定会得到皇帝的讚賞。您为什么主张危险的舉動以获取自己的利益呢？”馮延魯回答说：“我不能碌碌無為僅僅通過資歷來當上宰相！”
945年，查文徽指揮军队进攻闽國都城建州。查最终得以占领建州，并迫使闽國的最后一个皇帝王延政投降。然而，闽國的福州仍然在军阀李仁達手中，他只是名義上臣服于南唐，并且与后晋也有聯繫。陈觉自告奮勇願意去說服李仁達放弃对福州的控制，但最終失敗。陈随后伪造李璟的命令，讓馮延魯率領汀州、撫州、信州和劍州的軍隊進攻李仁達。馮延魯击败了李仁達的將領杨崇保，並将福州围困。李璟又以永安節度使王崇文為東南面都招討使，指揮全部軍隊，以漳泉安撫使、諫議大夫魏岑為東面監軍使，馮延魯為南面監軍使，與陳覺一同進攻福州。但是陈、冯和魏以及其他將領留從效和王建封都不服彼此。李仁達随后向吴越寻求帮助，后者派出了一支由余安指挥的水師前來支援，试图解除南唐包围。吳越水師抵达时，由於南唐军在海岸守衛，吳越士兵最初无法登陆，但冯卻以为可以击败敌军，允许吳越水師登陸。但是，吴越军登陆後猛烈地向南唐军队進攻，以至于冯无法抵抗他们，不得不逃跑。冯逃离后，整个南唐军遭到李仁達和吳越軍夾擊而潰敗。冯试图用剑自杀，但被他的侍從阻止。 
鉴于此次作戰失败，李璟将失败的原因归咎于陈覺和馮延魯的伪造命令，並下令將陳覺和馮延魯押往金陵。李璟還宽恕了其他将领，並考虑將陈和馮延魯處死。馮延魯被押往金陵时，馮延巳對他感叹：“你不是說不愿碌碌無為地當上宰相嗎，这就是下場啊！”這句話导致了兄弟关系的恶化。不過針對福州包圍戰戰敗責任，江文蔚上書，不仅严厉批评了陳和馮延魯，还严厉批评了馮延巳和魏岑。李璟認為江在夸大其词，一氣之下將江貶職。由於最初是宋齐丘推薦陳覺去說服李仁達，宋要求懲罰自己。李璟显然對福州包圍戰之敗怒氣已消，因此下令將馮延魯流放到蕲州，陈覺流放到舒州。这引起了徐鉉和韩熙载的反对，他們指出陈和馮延魯應該處死，但李璟没有聽從徐和韓的意見。

### 流放結束後
後來馮延魯又被召回朝廷担任少府监。953年，李璟要派几名官员去调查和安撫地方，冯就是李打算外派的人之一。不過徐鍇又上書，希望李璟不要外派馮延魯，並說冯在过去犯過重罪，而且缺乏才华。李璟大怒，並將徐鍇貶職。冯完成安撫地方任務返回朝廷後，被任命中書舍人。后来他被任命为工部侍郎以及東都副留守。
956年，后周將領韩令坤突然袭击南唐東都江都，並将其攻占。馮延魯為试图免於被捕，於是剃了頭髮，穿和尚袍，躲藏在佛教寺庙防止被後周軍隊發現，但后来還是被后周士兵俘虏。后周皇帝郭榮释放了他，并任命他为給事中和太常卿。
958年，南唐將长江以北土地割让给后周。後來郭将冯放回南唐。李璟任命冯为户部尚书。
960年，后周將領赵匡胤通過黃袍加身建立了宋朝。郭荣的表兄李重進在扬州造反，但很快被趙匡胤击败。李重進寻求南唐援助，但被李璟拒绝。很快李重進在宋軍圍攻下自杀，此時趙匡胤還想渡過长江，进攻南唐。李璟先后派妹夫严续和馮延魯等人前往宋朝。趙匡胤指责李璟勾結叛乱分子，冯否認。不過趙匡胤最終沒有進攻南唐，馮也順利回到南唐。

## 李煜時期
李璟去世于961年，由其子李煜繼位。李煜派遣馮延魯（此時已更名為冯谧）攜帶金、银、丝绸和彩色纺织品前往宋朝，并宋朝匯報南唐更換新君的消息。回国后，馮认为自己外交有功。李煜在宫殿举行了一场盛大的宴会，不仅亲自为冯谧倒酒，还为他念诗歌和弹奏乐器。
962年，冯再次前往宋朝，这一次，他希望趙匡胤能赐给他舒州田宅。趙匡胤同意了。
971年，李煜派遣其弟弟李从善前往宋朝。趙匡胤在授予李从善许多荣誉的同时，将其扣留在宋都开封，不允许他返回南唐。972年，李煜派冯出使开封，希望趙匡胤能釋放李从善回国。然而，冯到达开封时中风了，严重得无法与趙匡胤见面。趙匡胤派醫生前去看望他，并将他送回南唐。冯谧返回金陵後不久就去世了。